# Astrograf

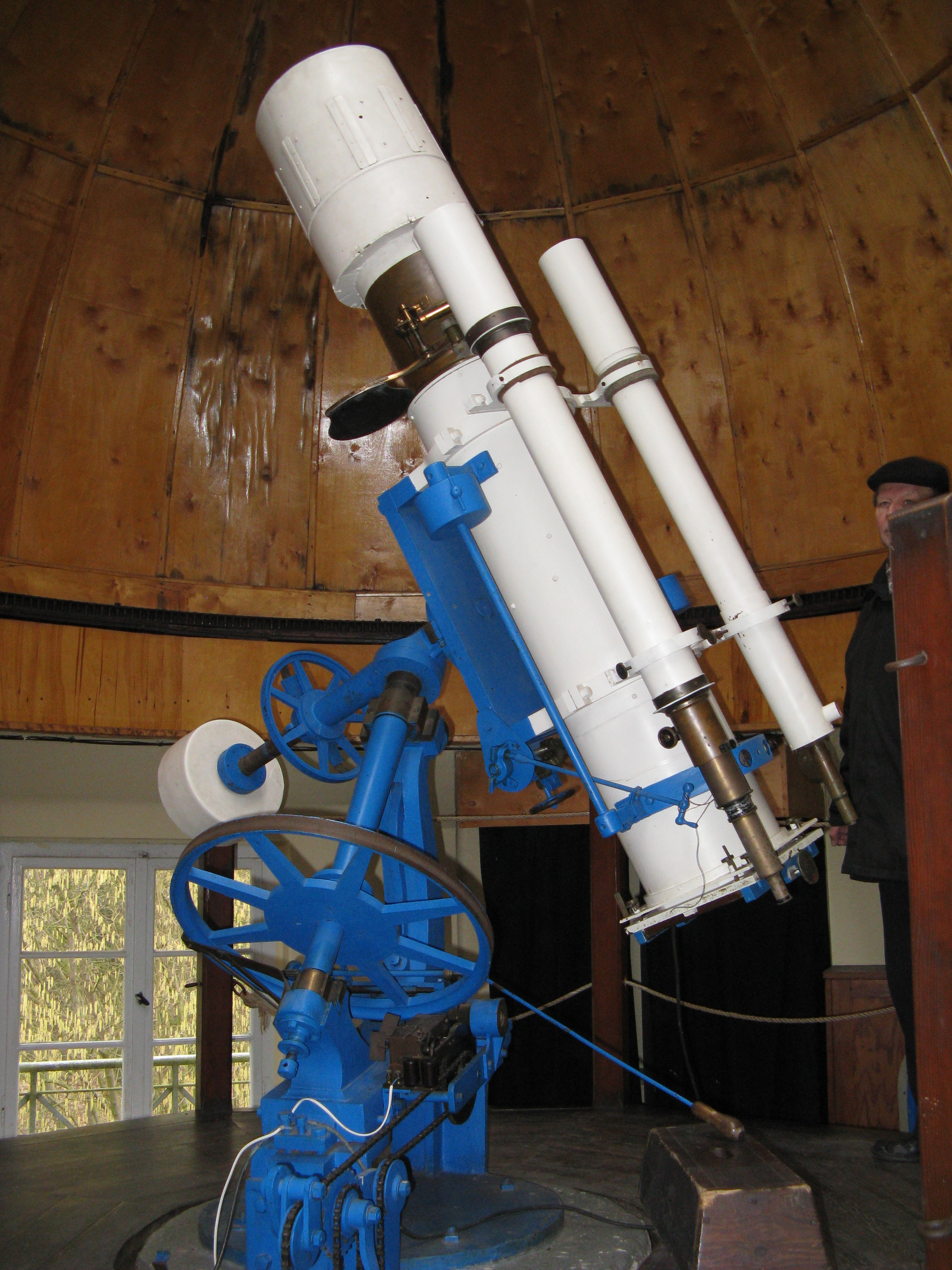
Astrograf Drapera przekazany obserwatorium w Piwnicach

Astrograf – teleskop służący do fotografowania nieba. W szerokim rozumieniu jest to fotograficzny rejestrator zjawisk sfery niebieskiej, składający się z obiektywu i kliszy fotograficznej, obecnie zastępowany detektorami CCD. Astrograf cechuje szczególny tryb pracy w technice długich czasów naświetlania, z kompensowaniem ruchu obrotowego Ziemi za pomocą tzw. montażu paralaktycznego. Astronomia wykorzystuje w tym celu różną optykę w zależności od potrzeb, począwszy od niewielkich obiektywów fotograficznych, aż po teleskopy wielometrowej średnicy.